# Dr. Mabuse, der Spieler
Dr. Mabuse, der Spieler és una pel·lícula muda alemanya de 1922 dirigida per Fritz Lang, sent aquesta el primer film sobre el personatge homònim creat per Norbert Jacques. És protagonitzada per Rudolf Klein-Rogge, Aud Egede Nissen, Lil Dagover, Gertrude Welcker, Alfred Abel i Bernhard Goetzke.
Va ser estrenada originalment en dues parts, estrenades un mes a part: Der große Spieler: Ein Bild der Zeit i Inferno: Ein Spiel von Menschen unserer Zeit.
La pel·lícula tindria dues seqüeles sonores dirigides per Lang: Das Testament des Dr. Mabuse (1933) i Die 1000 Augen des Dr. Mabuse (1960).

## Repartiment
- Rudolf Klein-Rogge - Dr. Mabuse
- Aud Egede-Nissen - Cara Carozza
- Gertrude Welcker - Gräfin Dusy Told
- Alfred Abel - Graf Told (Richard Fleury en la versió estatunidenca)
- Bernhard Goetzke - El fiscal de l'estat Norbert von Wenck (Inspector cap De Witt en la versió estatunidenca)
- Paul Richter - Edgar Hull
- Robert Forster-Larrinaga - Spoerri
- Hans Adalbert Schlettow - Georg, el xofer
- Georg John - Pesch
- Charles Puffy - Hawasch
- Grete Berger - Fine, servent
- Julius Falkenstein - Karsten
- Lydia Potechina - Die Russin / dona russa
- Julius E. Herrmann - Emil Schramm

## Producció
La producció de la primera part de El doctor Mabuse va començar mentre la novel·la en la qual es basa, Doctor Mabuse de Norbert Jacques, encara s'estava serialitzant. La pel·lícula va realitzar una sèrie de canvis importants respecte a la versió del llibre. En el llibre, els personatges s'involucren en constants soliloquis que no s'haurien adaptat bé al cinema, en particular una pel·lícula muda que hauria requerit molts intertítuls perquè funcionés. La pel·lícula també va eliminar una subtrama en la qual es mostra que les accions de Mabuse estan motivades pel desig de crear el seu propi país dins d'Amèrica del Sud. L'historiador de cinema David Kalat assenyala que en eliminar la referència a la motivació de Mabuse, Lang comença a deshumanitzar al personatge, la qual cosa va ajudar al fet que el personatge es convertís en una franquícia. Però Kalat també assenyala que això elimina la ironia del fet que molts espectadors van veure a Mabuse com una representació d'aspectes d'Adolf Hitler, i molts nazis van fugir a Sud-amèrica després de la Segona Guerra Mundial.
Lang i von Harbou també van agregar alguns elements a la pel·lícula que no estaven en la novel·la. Una de les habilitats clau de Mabuse en la pel·lícula és el de falsificador, però en la novel·la mai es va involucrar en això. El paper de Mabuse en la falsificació de diners se suma al subtext social i als temes de la pel·lícula. L'obertura de la pel·lícula, un tour de force de 20 minuts que presenta el mite de Mabuse, tampoc estava en la novel·la. La introducció comença amb Mabuse remenant unes fotos com si fossin cartes que determinaran quina disfressa usarà aquest dia i culmina amb Mabuse manipulant una caiguda del mercat de valors. Kalat troba la inspiració d'aquesta seqüència en l'obra de Louis Feuillade, Fantômas II: Juve contre Fantômas, de 1913. El final de la segona part de doctor Mabuse també és exclusiu de la pel·lícula.
La pel·lícula incorpora una sèrie d'efectes especials com a animació i superposicions. Un aspecte que va ser aplaudit en el llançament original de la pel·lícula va ser l'escena nocturna de la persecució d'automòbils en la qual Wenk persegueix a Mabuse, que David Kalat va qualificar com l'execució més reeixida d'aquesta fotografia nocturna fins a aquest moment.
Va ser durant la producció d'aquesta pel·lícula que Lang i von Harbou van començar el seu romanç que finalment resultaria en el seu matrimoni. Encara que von Harbou estava casada amb Klein-Rogge en aquest moment, la seva separació va ser amistosa i no va crear un problema per a la pel·lícula.

## Temes
Un tema clau en la pel·lícula és la dissolució de la societat alemanya després de la Primera Guerra Mundial. La pel·lícula retrata, de manera exagerada, les difícils condicions viscudes durant el període que fa que el món de la pel·lícula sigui una distopia. Els falsos diners sense valor creat per Mabuse reflecteix al marc alemany gairebé sense valor durant la hiperinflació succeïda a causa de la impressió excessiva de diners per part de la República de Weimar per pagar les reparacions de guerra. Els vaivens del mercat de valors, les sales de joc i les miserables condicions de vida dels pobres que es mostren en la pel·lícula també van ser reflexos de la situació a Alemanya en aquest moment.
El personatge del doctor Mabuse també pot veure's com una representació del «poder del mal o una psique interior distorsionada». L'erudit Paul Jensen va interpretar a Mabuse com «un símbol que unia tots els factors negatius d'Alemanya en aquest moment». La pel·lícula descriu problemes difícils com la delinqüència desenfrenada, els diners sense valor i un mercat de valors volàtil que, per tant, està sota el control d'un sol home. Bernd Widdig assenyala que si bé El doctor Mabuse no és una pel·lícula antisemita, alguns aspectes del personatge de Mabuse poden haver reflectit els estereotips contemporanis dels jueus, especialment perquè les seves obres com a psicoanalistes, banquer, venedor ambulant i revolucionari, són una idea dels estereotips jueus de l'època, i és consistent amb les opinions sobre els jueus d'alguns alemanys contemporanis, ja que les seves manipulacions van ser responsables dels problemes de la societat. Un crític nazi contemporani va escriure que Mabuse era «una figura jueva per excel·lència» que travessa el temps amb l'objectiu singular de «dominar el món» independentment de les conseqüències per als altres i el descens de les quals a la bogeria va provocar que els seus crims quedin impunes en el que el crític va descriure com «el cas típic del criminal jueu». D'altra banda, Mabuse amb el seu poder hipnòtic sobre les masses a la recerca del mal també ha estat vist com un presagi d'Adolf Hitler. En la seqüela Das Testament des Dr. Mabuse, el vincle entre el personatge de Mabuse i els nazis s'enforteix. Lang va declarar que veia a Mabuse com un Übermensch nietzscheà. Lang també va veure al personatge de Mabuse com a emblemàtic d'un cert tipus d'acumulador de diners a l'Alemanya de Weimar al qual es refereix com un "Raffke". El productor de doctor Mabuse, Erich Pommer, va dir que la pel·lícula era una descripció del conflicte contemporani entre els conservadors liberals i els espartaquistes marxistes en el qual el personatge de Mabuse representava als espartaquistes. Altres punts de vista li van donar temes populistes en la pel·lícula.
Un altre tema de la pel·lícula és la vigilància i el veure sense ser vist. Un altre tema més és el de l'ésser versus l'aparença, retratat a través de les disfresses de Mabuse i a través d'edificis els interiors dels quals semblen inconsistents amb els seus exteriors.

## Recepció
Berliner Illustrirte Zeitung va cridar a la primera part com «l'intent de crear una imatge dels nostres temps caòtics» en el seu número del 30 d'abril de 1922. Va continuar afirmant que «li donarà a la gent dins de cinquanta o cent anys una idea d'una edat que difícilment podrien comprendre sense tal document». Film-Kurier va elogiar la «brillant actuació» de Klein-Rogge i la direcció «sensible però experimentada» de Lang.
Quan la pel·lícula es va estrenar als Estats Units en 1927, ho va fer com una sola pel·lícula que tenia menys de la meitat de la durada de la versió original de dues parts, després de la qual cosa The New York Times la va criticar per ser massa llarga i per la «sobreactuació hiperbòlica». Però quan finalment es va llançar la versió completa als Estats Units al Festival de Cinema de Nova York de 1973, la crítica del Times, Nora Sayre, la va elogiar com «una cosa molt bona» i «possiblement l'èxit del festival».
Variety va elogiar la trama de la pel·lícula per la seva «velocitat i vida» i va reconèixer que pot resultar confusa. També va afirmar que les millors parts de la pel·lícula van ser les escenes entre Mabuse i Von Wenk. Time Out va criticar la pel·lícula per la seva narrativa «desorganitzada i erràtica» i la seva comprensió «inestable» de la realitat social, però va elogiar els seus «centellejos d'inspiració». El crític d' Entertainment Weekly, Tim Purtell, va qualificar la pel·lícula amb una A-, comparant al vilà titular amb els de les pel·lícules de James Bond i Mission: Impossible. Purtell va elogiar particularment els girs «bruscos» de la trama, les imatges sorprenents» i l'actuació de Klein-Rogge. El agregador de ressenyes de pel·lícules Rotten Tomatoes va informar una qualificació d'aprovació del 94%, basada en 16 ressenyes, amb una qualificació mitjana de 7,5/10.